# Llista de topònims de Benissanet
Llista de topònims (noms propis de lloc) del municipi de Benissanet, a la Ribera d'Ebre
Informació actualitzada per un bot. Els canvis manuals es perdran quan s'actualitzi!

## cabana
| imatge | Nom                        | Ubicat a   | instància de | Detalls | coordenades                                                          | Protecció | Commons (més fotos) | Dades a WD                    |
| ------ | -------------------------- | ---------- | ------------ | ------- | -------------------------------------------------------------------- | --------- | ------------------- | ----------------------------- |
|        | Sénia d'Eloi               | Benissanet | cabana       |         | 41° 03′ 20″ N, 0° 37′ 13″ E / 41.0556541917544°N,0.620145031856499°E |           |                     | Modifica les dades a Wikidata |
|        | Sénia d'Espadilla          | Benissanet | cabana       |         | 41° 03′ 34″ N, 0° 38′ 40″ E / 41.0593976335178°N,0.644511446285261°E |           |                     | Modifica les dades a Wikidata |
|        | Sénia d'Evaristo Soler     | Benissanet | cabana       |         | 41° 03′ 40″ N, 0° 38′ 16″ E / 41.0610623292738°N,0.63783563243799°E  |           |                     | Modifica les dades a Wikidata |
|        | Sénia de Bienvenido        | Benissanet | cabana       |         | 41° 03′ 38″ N, 0° 38′ 09″ E / 41.0606812753727°N,0.635945288715786°E |           |                     | Modifica les dades a Wikidata |
|        | Sénia de Bladé Desumvila   | Benissanet | cabana       |         | 41° 03′ 31″ N, 0° 38′ 21″ E / 41.0585145230327°N,0.639211983548138°E |           |                     | Modifica les dades a Wikidata |
|        | Sénia de Cal Xano          | Benissanet | cabana       |         | 41° 03′ 41″ N, 0° 38′ 26″ E / 41.0613453501379°N,0.640657707331282°E |           |                     | Modifica les dades a Wikidata |
|        | Sénia de Celoni            | Benissanet | cabana       |         | 41° 03′ 18″ N, 0° 38′ 37″ E / 41.055046494364°N,0.64359584545755°E   |           |                     | Modifica les dades a Wikidata |
|        | Sénia de Felip             | Benissanet | cabana       |         | 41° 03′ 36″ N, 0° 37′ 44″ E / 41.0600498127011°N,0.628887538832478°E |           |                     | Modifica les dades a Wikidata |
|        | Sénia de Font              | Benissanet | cabana       |         | 41° 03′ 30″ N, 0° 38′ 38″ E / 41.0584462571134°N,0.643795736323256°E |           |                     | Modifica les dades a Wikidata |
|        | Sénia de Maria             | Benissanet | cabana       |         | 41° 03′ 34″ N, 0° 37′ 48″ E / 41.0593819877269°N,0.630137201027111°E |           |                     | Modifica les dades a Wikidata |
|        | Sénia de Maria d'Adrianet  | Benissanet | cabana       |         | 41° 03′ 36″ N, 0° 37′ 31″ E / 41.0600770386194°N,0.625399923387892°E |           |                     | Modifica les dades a Wikidata |
|        | Sénia de Marraco           | Benissanet | cabana       |         | 41° 03′ 20″ N, 0° 38′ 41″ E / 41.0554770531953°N,0.644829864952767°E |           |                     | Modifica les dades a Wikidata |
|        | Sénia de Mig-ou            | Benissanet | cabana       |         | 41° 03′ 44″ N, 0° 38′ 27″ E / 41.0622213206749°N,0.640769187141772°E |           |                     | Modifica les dades a Wikidata |
|        | Sénia de Papasseit         | Benissanet | cabana       |         | 41° 03′ 13″ N, 0° 38′ 26″ E / 41.0536810565052°N,0.640693730710587°E |           |                     | Modifica les dades a Wikidata |
|        | Sénia de Paulí             | Benissanet | cabana       |         | 41° 03′ 45″ N, 0° 37′ 44″ E / 41.0623634085959°N,0.628828198596366°E |           |                     | Modifica les dades a Wikidata |
|        | Sénia de Polo              | Benissanet | cabana       |         | 41° 03′ 43″ N, 0° 38′ 40″ E / 41.0620557040238°N,0.644559360163091°E |           |                     | Modifica les dades a Wikidata |
|        | Sénia de Polseguina        | Benissanet | cabana       |         | 41° 03′ 37″ N, 0° 38′ 31″ E / 41.0602521803668°N,0.641815378702765°E |           |                     | Modifica les dades a Wikidata |
|        | Sénia de Pruna             | Benissanet | cabana       |         | 41° 03′ 31″ N, 0° 37′ 49″ E / 41.0585838856788°N,0.630308657535358°E |           |                     | Modifica les dades a Wikidata |
|        | Sénia de Rafaelito         | Benissanet | cabana       |         | 41° 03′ 28″ N, 0° 37′ 49″ E / 41.0576750870939°N,0.630353191239414°E |           |                     | Modifica les dades a Wikidata |
|        | Sénia de Rius              | Benissanet | cabana       |         | 41° 03′ 31″ N, 0° 37′ 33″ E / 41.0585903269993°N,0.625810408419555°E |           |                     | Modifica les dades a Wikidata |
|        | Sénia de Rufín             | Benissanet | cabana       |         | 41° 03′ 16″ N, 0° 37′ 09″ E / 41.0543637623591°N,0.619156373216108°E |           |                     | Modifica les dades a Wikidata |
|        | Sénia de Sancur            | Benissanet | cabana       |         | 41° 03′ 11″ N, 0° 36′ 49″ E / 41.0529328338585°N,0.613556211390618°E |           |                     | Modifica les dades a Wikidata |
|        | Sénia de Terratrèmol       | Benissanet | cabana       |         | 41° 03′ 13″ N, 0° 36′ 56″ E / 41.0536597051281°N,0.615600287781942°E |           |                     | Modifica les dades a Wikidata |
|        | Sénia de Vallecos          | Benissanet | cabana       |         | 41° 03′ 21″ N, 0° 37′ 15″ E / 41.0559566964837°N,0.620836166238432°E |           |                     | Modifica les dades a Wikidata |
|        | Sénia de Vicent de Marraco | Benissanet | cabana       |         | 41° 03′ 22″ N, 0° 38′ 24″ E / 41.0559978133663°N,0.639908865338227°E |           |                     | Modifica les dades a Wikidata |
|        | Sénia de Xino-xano         | Benissanet | cabana       |         | 41° 03′ 15″ N, 0° 38′ 21″ E / 41.0540473560932°N,0.639228993844159°E |           |                     | Modifica les dades a Wikidata |
|        | Sénia de l'Adela           | Benissanet | cabana       |         | 41° 03′ 39″ N, 0° 37′ 47″ E / 41.0606989326794°N,0.629792405470413°E |           |                     | Modifica les dades a Wikidata |
|        | Sénia de l'Adelina         | Benissanet | cabana       |         | 41° 03′ 13″ N, 0° 38′ 36″ E / 41.0534928099513°N,0.643377648025729°E |           |                     | Modifica les dades a Wikidata |
|        | Sénia de l'Adrianet        | Benissanet | cabana       |         | 41° 03′ 40″ N, 0° 38′ 23″ E / 41.0611626318797°N,0.639652740955149°E |           |                     | Modifica les dades a Wikidata |
|        | Sénia de la Capelleta      | Benissanet | cabana       |         | 41° 03′ 40″ N, 0° 38′ 38″ E / 41.0611940893714°N,0.643828517231106°E |           |                     | Modifica les dades a Wikidata |
|        | Sénia de la Carme          | Benissanet | cabana       |         | 41° 03′ 35″ N, 0° 38′ 18″ E / 41.0597585015495°N,0.638382095875839°E |           |                     | Modifica les dades a Wikidata |
|        | Sénia de la Carurat        | Benissanet | cabana       |         | 41° 03′ 43″ N, 0° 38′ 17″ E / 41.0619300326946°N,0.637983070749484°E |           |                     | Modifica les dades a Wikidata |
|        | Sénia de la Pabla          | Benissanet | cabana       |         | 41° 03′ 20″ N, 0° 37′ 43″ E / 41.0555047890855°N,0.628622476414146°E |           |                     | Modifica les dades a Wikidata |
|        | Sénia de la Platja         | Benissanet | cabana       |         | 41° 03′ 03″ N, 0° 36′ 57″ E / 41.0507750254012°N,0.615918660711886°E |           |                     | Modifica les dades a Wikidata |
|        | Sénia del Bot              | Benissanet | cabana       |         | 41° 03′ 25″ N, 0° 37′ 19″ E / 41.0570165399832°N,0.621999779123115°E |           |                     | Modifica les dades a Wikidata |
|        | Sénia del Maellano         | Benissanet | cabana       |         | 41° 03′ 19″ N, 0° 38′ 41″ E / 41.0551883069552°N,0.644804472284965°E |           |                     | Modifica les dades a Wikidata |
|        | Sénia del Massó            | Benissanet | cabana       |         | 41° 03′ 39″ N, 0° 38′ 20″ E / 41.0609499975762°N,0.638946349745949°E |           |                     | Modifica les dades a Wikidata |
|        | Sénia del Metge            | Benissanet | cabana       |         | 41° 03′ 19″ N, 0° 38′ 27″ E / 41.0551622531848°N,0.6408906584722°E   |           |                     | Modifica les dades a Wikidata |
|        | Sénia del Pastel           | Benissanet | cabana       |         | 41° 03′ 17″ N, 0° 38′ 22″ E / 41.0547442931123°N,0.639394445997211°E |           |                     | Modifica les dades a Wikidata |
|        | Sénia del Petxo            | Benissanet | cabana       |         | 41° 03′ 29″ N, 0° 37′ 22″ E / 41.0580877476432°N,0.622841735068303°E |           |                     | Modifica les dades a Wikidata |
|        | Sénia del Rector           | Benissanet | cabana       |         | 41° 03′ 25″ N, 0° 38′ 38″ E / 41.0568373537738°N,0.643960273453542°E |           |                     | Modifica les dades a Wikidata |
|        | Sénia del Rosset           | Benissanet | cabana       |         | 41° 03′ 16″ N, 0° 38′ 21″ E / 41.0545054063427°N,0.63916501444169°E  |           |                     | Modifica les dades a Wikidata |
|        | Sénia del Xino             | Benissanet | cabana       |         | 41° 03′ 16″ N, 0° 38′ 34″ E / 41.0544959996705°N,0.642663596371337°E |           |                     | Modifica les dades a Wikidata |
|        | caseta de Batista de Bot   | Benissanet | cabana       |         | 41° 03′ 34″ N, 0° 36′ 17″ E / 41.0595226047462°N,0.604714448006599°E |           |                     | Modifica les dades a Wikidata |
|        | caseta de Camilo           | Benissanet | cabana       |         | 41° 03′ 17″ N, 0° 37′ 43″ E / 41.0547120175853°N,0.628615265114828°E |           |                     | Modifica les dades a Wikidata |
|        | caseta de Carderico        | Benissanet | cabana       |         | 41° 03′ 52″ N, 0° 36′ 29″ E / 41.0645286412368°N,0.608090976356258°E |           |                     | Modifica les dades a Wikidata |
|        | caseta de Castanyoles      | Benissanet | cabana       |         | 41° 03′ 28″ N, 0° 36′ 26″ E / 41.0576454851701°N,0.607138649134947°E |           |                     | Modifica les dades a Wikidata |
|        | caseta de Dalt dels Plans  | Benissanet | cabana       |         | 41° 04′ 06″ N, 0° 36′ 35″ E / 41.0684380142287°N,0.609841531158127°E |           |                     | Modifica les dades a Wikidata |
|        | caseta de Ganyante         | Benissanet | cabana       |         | 41° 03′ 26″ N, 0° 36′ 24″ E / 41.05717436527°N,0.606572669353243°E   |           |                     | Modifica les dades a Wikidata |
|        | caseta de Guiams           | Benissanet | cabana       |         | 41° 04′ 13″ N, 0° 31′ 18″ E / 41.0703816373802°N,0.521544746096795°E |           |                     | Modifica les dades a Wikidata |
|        | caseta de Joan Calanda     | Benissanet | cabana       |         | 41° 03′ 40″ N, 0° 36′ 16″ E / 41.0610396911152°N,0.604468977252799°E |           |                     | Modifica les dades a Wikidata |
|        | caseta de Joaquim Calanda  | Benissanet | cabana       |         | 41° 03′ 40″ N, 0° 36′ 10″ E / 41.061192326578°N,0.602714141833205°E  |           |                     | Modifica les dades a Wikidata |
|        | caseta de Marraco          | Benissanet | cabana       |         | 41° 03′ 50″ N, 0° 36′ 13″ E / 41.0638519167284°N,0.603700446586789°E |           |                     | Modifica les dades a Wikidata |
|        | caseta de Masclet          | Benissanet | cabana       |         | 41° 03′ 57″ N, 0° 36′ 54″ E / 41.0658636569993°N,0.615135457863868°E |           |                     | Modifica les dades a Wikidata |
|        | caseta de Masero           | Benissanet | cabana       |         | 41° 04′ 16″ N, 0° 37′ 22″ E / 41.071023322708°N,0.622911186111358°E  |           |                     | Modifica les dades a Wikidata |
|        | caseta de Pedret           | Benissanet | cabana       |         | 41° 04′ 00″ N, 0° 31′ 55″ E / 41.0667743451157°N,0.531819825467582°E |           |                     | Modifica les dades a Wikidata |
|        | caseta de Pere de Bureta   | Benissanet | cabana       |         | 41° 03′ 42″ N, 0° 37′ 00″ E / 41.0616820275742°N,0.616762214053295°E |           |                     | Modifica les dades a Wikidata |
|        | caseta de Sarroca          | Benissanet | cabana       |         | 41° 04′ 23″ N, 0° 37′ 39″ E / 41.0730425948495°N,0.627361218965795°E |           |                     | Modifica les dades a Wikidata |
|        | caseta de Tudelano         | Benissanet | cabana       |         | 41° 03′ 20″ N, 0° 39′ 03″ E / 41.0556602567554°N,0.650713338244484°E |           |                     | Modifica les dades a Wikidata |
|        | caseta de l'Àngel          | Benissanet | cabana       |         | 41° 03′ 15″ N, 0° 37′ 51″ E / 41.0542612823099°N,0.630785131906369°E |           |                     | Modifica les dades a Wikidata |
|        | caseta de l'Àngel de Coixo | Benissanet | cabana       |         | 41° 03′ 43″ N, 0° 36′ 49″ E / 41.0620215471166°N,0.613584518104247°E |           |                     | Modifica les dades a Wikidata |
|        | caseta de les Fortunyes    | Benissanet | cabana       |         | 41° 04′ 04″ N, 0° 37′ 00″ E / 41.0677487410539°N,0.616566855329824°E |           |                     | Modifica les dades a Wikidata |
|        | caseta del Barretot        | Benissanet | cabana       |         | 41° 04′ 00″ N, 0° 38′ 31″ E / 41.0666145642878°N,0.641980697692943°E |           |                     | Modifica les dades a Wikidata |
|        | caseta del Capó            | Benissanet | cabana       |         | 41° 03′ 25″ N, 0° 36′ 57″ E / 41.0569889518244°N,0.615872675991482°E |           |                     | Modifica les dades a Wikidata |
|        | caseta del Corberà         | Benissanet | cabana       |         | 41° 03′ 55″ N, 0° 30′ 37″ E / 41.0652100258655°N,0.51019548963812°E  |           |                     | Modifica les dades a Wikidata |
|        | caseta del Manel           | Benissanet | cabana       |         | 41° 04′ 21″ N, 0° 31′ 50″ E / 41.0725207516322°N,0.530557422011901°E |           |                     | Modifica les dades a Wikidata |
|        | caseta del Peixer          | Benissanet | cabana       |         | 41° 04′ 35″ N, 0° 33′ 44″ E / 41.0763055055646°N,0.56235042835892°E  |           |                     | Modifica les dades a Wikidata |
|        | caseta del Pelleringo      | Benissanet | cabana       |         | 41° 03′ 30″ N, 0° 36′ 49″ E / 41.058266690931°N,0.613637015819695°E  |           |                     | Modifica les dades a Wikidata |
|        | caseta del Pelu            | Benissanet | cabana       |         | 41° 04′ 06″ N, 0° 32′ 08″ E / 41.0683680516232°N,0.535580469517005°E |           |                     | Modifica les dades a Wikidata |
|        | caseta del Velo de Corbera | Benissanet | cabana       |         | 41° 04′ 28″ N, 0° 32′ 23″ E / 41.074314027433°N,0.539857342667794°E  |           |                     | Modifica les dades a Wikidata |
|        | caseta dels Bous           | Benissanet | cabana       |         | 41° 03′ 24″ N, 0° 36′ 38″ E / 41.0565618271879°N,0.610474000669733°E |           |                     | Modifica les dades a Wikidata |
|        | caseta dels Fornos         | Benissanet | cabana       |         | 41° 04′ 22″ N, 0° 37′ 07″ E / 41.0728884381531°N,0.618583018515373°E |           |                     | Modifica les dades a Wikidata |
|        | l'Illa                     | Benissanet | cabana       |         | 41° 03′ 21″ N, 0° 38′ 39″ E / 41.0557521822426°N,0.644189398319014°E |           |                     | Modifica les dades a Wikidata |

## creu de terme
| imatge | Nom                   | Ubicat a   | instància de  | Detalls                                  | coordenades | Protecció                                  | Commons (més fotos)                | Dades a WD                    |
| ------ | --------------------- | ---------- | ------------- | ---------------------------------------- | --- | ------------------------------------------ | ---------------------------------- | ----------------------------- |
|        | Antiga Creu de terme  | Benissanet | creu de terme | Estil: arquitectura popular 19th century | 41° 03′ 31″ N, 0° 37′ 47″ E / 41.058502°N,0.629793°E ca:Pl. d'Espanya 26 msnm                                                    | bé integrant del patrimoni cultural català | Antiga creu de terme de Benissanet | Modifica les dades a Wikidata |
|        | la Creu del Cementiri | Benissanet | creu de terme | Estil: arquitectura popular 20th century | 41° 03′ 42″ N, 0° 37′ 56″ E / 41.061724°N,0.632319°E ca:Davant la façana de l'ermita del Pilar i de l'accés al cementiri 32 msnm | bé integrant del patrimoni cultural català | Creu del Cementiri de Benissanet   | Modifica les dades a Wikidata |

## església
| imatge | Nom                            | Ubicat a   | instància de    | Detalls                                                       | coordenades                                                                                               | Protecció                                  | Commons (més fotos)              | Dades a WD                    |
| ------ | ------------------------------ | ---------- | --------------- | ------------------------------------------------------------- | --- | ------------------------------------------ | -------------------------------- | ----------------------------- |
|        | ermita de Sant Roc             | Benissanet | església ermita | Estil: arquitectura popular 19th century                      | 41° 03′ 40″ N, 0° 38′ 37″ E / 41.0611°N,0.64353°E ca:Camí vell de Móra, paratge de les Capelletes 27 msnm | bé integrant del patrimoni cultural català | Ermita de Sant Roc (Benissanet)  | Modifica les dades a Wikidata |
|        | ermita del Pilar               | Benissanet | església ermita | Estil: arquitectura popular 19th century                      | 41° 03′ 43″ N, 0° 37′ 56″ E / 41.06183°N,0.63223°E ca:Dins del cementiri 33 msnm                          | bé integrant del patrimoni cultural català | Ermita del Pilar                 | Modifica les dades a Wikidata |
|        | església de Sant Joan Baptista | Benissanet | església        | Estil: academicisme arquitectura del Renaixement 20th century | 41° 03′ 25″ N, 0° 38′ 07″ E / 41.05681°N,0.63538°E ca:Carrer Bonaire, 4 25 msnm                           | bé integrant del patrimoni cultural català | Sant Joan Baptista de Benissanet | Modifica les dades a Wikidata |

## granja
| imatge | Nom                   | Ubicat a   | instància de | Detalls | coordenades                                                          | Protecció | Commons (més fotos) | Dades a WD                    |
| ------ | --------------------- | ---------- | ------------ | ------- | -------------------------------------------------------------------- | --------- | ------------------- | ----------------------------- |
|        | Granja d'en Bassot    | Benissanet | granja       |         | 41° 03′ 55″ N, 0° 38′ 21″ E / 41.065239099793°N,0.63903087464923°E   |           |                     | Modifica les dades a Wikidata |
|        | Granja de Catxap      | Benissanet | granja       |         | 41° 03′ 44″ N, 0° 36′ 42″ E / 41.0623241209625°N,0.611669546625625°E |           |                     | Modifica les dades a Wikidata |
|        | Granja de Josep Vives | Benissanet | granja       |         | 41° 03′ 09″ N, 0° 36′ 52″ E / 41.0523925469066°N,0.614432429846538°E |           |                     | Modifica les dades a Wikidata |
|        | Granja de Molleda     | Benissanet | granja       |         | 41° 03′ 33″ N, 0° 35′ 32″ E / 41.0590977860857°N,0.592116320046155°E |           |                     | Modifica les dades a Wikidata |
|        | Granja de Ramos       | Benissanet | granja       |         | 41° 03′ 18″ N, 0° 36′ 59″ E / 41.0550926922224°N,0.616512325004933°E |           |                     | Modifica les dades a Wikidata |
|        | Granja de Rato        | Benissanet | granja       |         | 41° 03′ 24″ N, 0° 38′ 28″ E / 41.0567329673695°N,0.641060595373912°E |           |                     | Modifica les dades a Wikidata |
|        | Granja de Rius        | Benissanet | granja       |         | 41° 03′ 29″ N, 0° 37′ 32″ E / 41.0581716514733°N,0.625599382186427°E |           |                     | Modifica les dades a Wikidata |
|        | Granja de Torín       | Benissanet | granja       |         | 41° 03′ 56″ N, 0° 38′ 35″ E / 41.0654299189003°N,0.643070307269905°E |           |                     | Modifica les dades a Wikidata |
|        | Granja de l'Agustí    | Benissanet | granja       |         | 41° 03′ 14″ N, 0° 36′ 50″ E / 41.0539387674138°N,0.61385300134285°E  |           |                     | Modifica les dades a Wikidata |
|        | Granja del Massó      | Benissanet | granja       |         | 41° 03′ 38″ N, 0° 38′ 24″ E / 41.0605364968094°N,0.639865536622204°E |           |                     | Modifica les dades a Wikidata |

## masia
| imatge | Nom                            | Ubicat a   | instància de | Detalls | coordenades                                                          | Protecció | Commons (més fotos) | Dades a WD                    |
| ------ | ------------------------------ | ---------- | ------------ | ------- | -------------------------------------------------------------------- | --------- | ------------------- | ----------------------------- |
|        | Marge de Rius                  | Benissanet | masia        |         | 41° 03′ 53″ N, 0° 36′ 34″ E / 41.0646572713943°N,0.60951438375952°E  |           |                     | Modifica les dades a Wikidata |
|        | Mas d'Alvarés                  | Benissanet | masia        |         | 41° 04′ 29″ N, 0° 31′ 30″ E / 41.0747350085864°N,0.525035153964531°E |           |                     | Modifica les dades a Wikidata |
|        | Mas de Bertolí                 | Benissanet | masia        |         | 41° 04′ 27″ N, 0° 37′ 30″ E / 41.0740590438278°N,0.625110823354857°E |           |                     | Modifica les dades a Wikidata |
|        | Mas de Bimba                   | Benissanet | masia        |         | 41° 04′ 34″ N, 0° 33′ 22″ E / 41.0761636660198°N,0.556082995940072°E |           |                     | Modifica les dades a Wikidata |
|        | Mas de Biset                   | Benissanet | masia        |         | 41° 04′ 02″ N, 0° 38′ 57″ E / 41.0671326083549°N,0.649257543938805°E |           |                     | Modifica les dades a Wikidata |
|        | Mas de Cabut                   | Benissanet | masia        |         | 41° 03′ 48″ N, 0° 36′ 48″ E / 41.0634323783228°N,0.61342638557003°E  |           |                     | Modifica les dades a Wikidata |
|        | Mas de Cal Roget               | Benissanet | masia        |         | 41° 03′ 26″ N, 0° 37′ 17″ E / 41.0572990659413°N,0.621287541095274°E |           |                     | Modifica les dades a Wikidata |
|        | Mas de Calot                   | Benissanet | masia        |         | 41° 04′ 33″ N, 0° 35′ 26″ E / 41.0757096824435°N,0.590533882652261°E |           |                     | Modifica les dades a Wikidata |
|        | Mas de Camallargues            | Benissanet | masia        |         | 41° 04′ 40″ N, 0° 33′ 43″ E / 41.0778567059549°N,0.562019319808332°E |           |                     | Modifica les dades a Wikidata |
|        | Mas de Campos                  | Benissanet | masia        |         | 41° 04′ 06″ N, 0° 37′ 50″ E / 41.0683997780179°N,0.630658256149193°E |           |                     | Modifica les dades a Wikidata |
|        | Mas de Canals                  | Benissanet | masia        |         | 41° 03′ 58″ N, 0° 38′ 07″ E / 41.0660547587896°N,0.635324313693311°E |           |                     | Modifica les dades a Wikidata |
|        | Mas de Cardet                  | Benissanet | masia        |         | 41° 04′ 18″ N, 0° 35′ 24″ E / 41.0716029227049°N,0.590124524820204°E |           |                     | Modifica les dades a Wikidata |
|        | Mas de Cobero                  | Benissanet | masia        |         | 41° 04′ 21″ N, 0° 32′ 53″ E / 41.072475729619°N,0.5480995196701°E    |           |                     | Modifica les dades a Wikidata |
|        | Mas de Cortiella               | Benissanet | masia        |         | 41° 03′ 33″ N, 0° 38′ 59″ E / 41.0590919456363°N,0.649829593491908°E |           |                     | Modifica les dades a Wikidata |
|        | Mas de Cotxo                   | Benissanet | masia        |         | 41° 03′ 55″ N, 0° 39′ 11″ E / 41.0652644013783°N,0.653049046437628°E |           |                     | Modifica les dades a Wikidata |
|        | Mas de Ferro                   | Benissanet | masia        |         | 41° 04′ 16″ N, 0° 36′ 41″ E / 41.0711964348867°N,0.611253102841304°E |           |                     | Modifica les dades a Wikidata |
|        | Mas de Guiams                  | Benissanet | masia        |         | 41° 04′ 53″ N, 0° 32′ 52″ E / 41.081475493182°N,0.54776486367167°E   |           |                     | Modifica les dades a Wikidata |
|        | Mas de Jaume Mulluna           | Benissanet | masia        |         | 41° 03′ 58″ N, 0° 39′ 02″ E / 41.066112569394°N,0.650472079846618°E  |           |                     | Modifica les dades a Wikidata |
|        | Mas de Joan de Roger           | Benissanet | masia        |         | 41° 03′ 49″ N, 0° 36′ 58″ E / 41.0636057782696°N,0.616145306655648°E |           |                     | Modifica les dades a Wikidata |
|        | Mas de Macareno                | Benissanet | masia        |         | 41° 04′ 31″ N, 0° 33′ 26″ E / 41.0753601497895°N,0.557267311892336°E |           |                     | Modifica les dades a Wikidata |
|        | Mas de Manyer                  | Benissanet | masia        |         | 41° 04′ 16″ N, 0° 37′ 50″ E / 41.0709938539665°N,0.630660291895696°E |           |                     | Modifica les dades a Wikidata |
|        | Mas de Parreretes              | Benissanet | masia        |         | 41° 04′ 33″ N, 0° 35′ 55″ E / 41.0759425984626°N,0.598666759996403°E |           |                     | Modifica les dades a Wikidata |
|        | Mas de Pelleringo              | Benissanet | masia        |         | 41° 04′ 11″ N, 0° 37′ 56″ E / 41.0698266384371°N,0.6321542070071°E   |           |                     | Modifica les dades a Wikidata |
|        | Mas de Pidilla                 | Benissanet | masia        |         | 41° 03′ 32″ N, 0° 37′ 49″ E / 41.0589529031766°N,0.630295405936349°E |           |                     | Modifica les dades a Wikidata |
|        | Mas de Pirro                   | Benissanet | masia        |         | 41° 04′ 31″ N, 0° 35′ 44″ E / 41.075278734357°N,0.59560470108882°E   |           |                     | Modifica les dades a Wikidata |
|        | Mas de Polo                    | Benissanet | masia        |         | 41° 04′ 13″ N, 0° 33′ 23″ E / 41.07020833°N,0.55625278°E             |           |                     | Modifica les dades a Wikidata |
|        | Mas de Rafaelito               | Benissanet | masia        |         | 41° 04′ 20″ N, 0° 33′ 27″ E / 41.0722944559001°N,0.557535582164877°E |           |                     | Modifica les dades a Wikidata |
|        | Mas de Serreta                 | Benissanet | masia        |         | 41° 03′ 49″ N, 0° 38′ 14″ E / 41.0636065100843°N,0.637161425886981°E |           |                     | Modifica les dades a Wikidata |
|        | Mas de Tedo                    | Benissanet | masia        |         | 41° 03′ 09″ N, 0° 36′ 38″ E / 41.0524182340828°N,0.610457440852893°E |           |                     | Modifica les dades a Wikidata |
|        | Mas de Tonet                   | Benissanet | masia        |         | 41° 03′ 13″ N, 0° 36′ 47″ E / 41.0534912313945°N,0.613119570785073°E |           |                     | Modifica les dades a Wikidata |
|        | Mas de Víctor                  | Benissanet | masia        |         | 41° 04′ 15″ N, 0° 32′ 21″ E / 41.0709120618098°N,0.539139219945421°E |           |                     | Modifica les dades a Wikidata |
|        | Mas de Xulla                   | Benissanet | masia        |         | 41° 04′ 12″ N, 0° 32′ 48″ E / 41.0699978870043°N,0.546528438572213°E |           |                     | Modifica les dades a Wikidata |
|        | Mas de l'Espadilla             | Benissanet | masia        |         | 41° 03′ 54″ N, 0° 37′ 54″ E / 41.065038°N,0.631758°E 37 msnm         |           |                     | Modifica les dades a Wikidata |
|        | Mas de l'Espinós               | Benissanet | masia        |         | 41° 03′ 33″ N, 0° 37′ 20″ E / 41.0590302516324°N,0.62224850185071°E  |           |                     | Modifica les dades a Wikidata |
|        | Mas de la Carina               | Benissanet | masia        |         | 41° 03′ 44″ N, 0° 38′ 00″ E / 41.0623300993738°N,0.633339570298054°E |           |                     | Modifica les dades a Wikidata |
|        | Mas de la Càndia               | Benissanet | masia        |         | 41° 04′ 08″ N, 0° 30′ 59″ E / 41.0688806571354°N,0.516257486297686°E |           |                     | Modifica les dades a Wikidata |
|        | Mas de la Fonta                | Benissanet | masia        |         | 41° 04′ 22″ N, 0° 36′ 02″ E / 41.0729014652809°N,0.600550895239639°E |           |                     | Modifica les dades a Wikidata |
|        | Mas de la Reina                | Benissanet | masia        |         | 41° 04′ 25″ N, 0° 37′ 27″ E / 41.0736954427932°N,0.624076518694068°E |           |                     | Modifica les dades a Wikidata |
|        | Mas de les Fortunyes           | Benissanet | masia        |         | 41° 04′ 24″ N, 0° 36′ 59″ E / 41.0733666624856°N,0.616447164298606°E |           |                     | Modifica les dades a Wikidata |
|        | Mas de les Pasquales           | Benissanet | masia        |         | 41° 04′ 21″ N, 0° 36′ 58″ E / 41.0725200329006°N,0.616013581488667°E |           |                     | Modifica les dades a Wikidata |
|        | Mas del Comte                  | Benissanet | masia        |         | 41° 03′ 33″ N, 0° 35′ 42″ E / 41.05905373297°N,0.59500606111766°E    |           |                     | Modifica les dades a Wikidata |
|        | Mas del Gandesà                | Benissanet | masia        |         | 41° 04′ 31″ N, 0° 33′ 40″ E / 41.0751705614461°N,0.561071209544213°E |           |                     | Modifica les dades a Wikidata |
|        | Mas del Masso                  | Benissanet | masia        |         | 41° 04′ 33″ N, 0° 36′ 12″ E / 41.0759397255282°N,0.603285081143141°E |           |                     | Modifica les dades a Wikidata |
|        | Mas del Massonar               | Benissanet | masia        |         | 41° 04′ 22″ N, 0° 35′ 19″ E / 41.0728503230409°N,0.588614995719822°E |           |                     | Modifica les dades a Wikidata |
|        | Mas del Mussol                 | Benissanet | masia        |         | 41° 04′ 38″ N, 0° 33′ 38″ E / 41.0770862205449°N,0.560512346689727°E |           |                     | Modifica les dades a Wikidata |
|        | Mas del Sant                   | Benissanet | masia        |         | 41° 04′ 56″ N, 0° 33′ 02″ E / 41.0822706450999°N,0.550583298341623°E |           |                     | Modifica les dades a Wikidata |
|        | Sénia de Barretot              | Benissanet | masia        |         | 41° 04′ 02″ N, 0° 38′ 36″ E / 41.0671093654385°N,0.643272129815446°E |           |                     | Modifica les dades a Wikidata |
|        | Sénia de Botero                | Benissanet | masia        |         | 41° 03′ 29″ N, 0° 38′ 48″ E / 41.0580000864626°N,0.646643731600371°E |           |                     | Modifica les dades a Wikidata |
|        | Sénia de Burdo                 | Benissanet | masia        |         | 41° 03′ 31″ N, 0° 38′ 52″ E / 41.0585432503197°N,0.647659620541194°E |           |                     | Modifica les dades a Wikidata |
|        | Sénia de Bureta                | Benissanet | masia        |         | 41° 03′ 28″ N, 0° 38′ 54″ E / 41.0577721013281°N,0.648270179353922°E |           |                     | Modifica les dades a Wikidata |
|        | Sénia de Capó                  | Benissanet | masia        |         | 41° 03′ 57″ N, 0° 38′ 54″ E / 41.0658881424295°N,0.648302214863206°E |           |                     | Modifica les dades a Wikidata |
|        | Sénia de Cari                  | Benissanet | masia        |         | 41° 03′ 52″ N, 0° 38′ 41″ E / 41.0645517642985°N,0.644613056715166°E |           |                     | Modifica les dades a Wikidata |
|        | Sénia de Cavaller              | Benissanet | masia        |         | 41° 04′ 05″ N, 0° 38′ 25″ E / 41.0681098155711°N,0.640225371419185°E |           |                     | Modifica les dades a Wikidata |
|        | Sénia de Cortiell              | Benissanet | masia        |         | 41° 04′ 05″ N, 0° 38′ 41″ E / 41.0679875243518°N,0.644811720469089°E |           |                     | Modifica les dades a Wikidata |
|        | Sénia de Cotxet                | Benissanet | masia        |         | 41° 03′ 56″ N, 0° 38′ 43″ E / 41.0655364643753°N,0.645196742594734°E |           |                     | Modifica les dades a Wikidata |
|        | Sénia de Domingo Font          | Benissanet | masia        |         | 41° 03′ 19″ N, 0° 37′ 53″ E / 41.0553360504243°N,0.631365294002724°E |           |                     | Modifica les dades a Wikidata |
|        | Sénia de Falcó                 | Benissanet | masia        |         | 41° 03′ 34″ N, 0° 36′ 38″ E / 41.059375476819°N,0.61046370113782°E   |           |                     | Modifica les dades a Wikidata |
|        | Sénia de Galop                 | Benissanet | masia        |         | 41° 03′ 57″ N, 0° 39′ 11″ E / 41.0659192614443°N,0.652918642508506°E |           |                     | Modifica les dades a Wikidata |
|        | Sénia de Mosseguí              | Benissanet | masia        |         | 41° 03′ 52″ N, 0° 37′ 03″ E / 41.0643560698419°N,0.617581964171423°E |           |                     | Modifica les dades a Wikidata |
|        | Sénia de Paco de les Fortunyes | Benissanet | masia        |         | 41° 03′ 52″ N, 0° 39′ 22″ E / 41.0643202682168°N,0.656224386069877°E |           |                     | Modifica les dades a Wikidata |
|        | Sénia de Pius                  | Benissanet | masia        |         | 41° 04′ 06″ N, 0° 38′ 41″ E / 41.068434144783°N,0.644629156629234°E  |           |                     | Modifica les dades a Wikidata |
|        | Sénia de Polo                  | Benissanet | masia        |         | 41° 03′ 52″ N, 0° 38′ 51″ E / 41.0643921403293°N,0.647379691579195°E |           |                     | Modifica les dades a Wikidata |
|        | Sénia de Reus                  | Benissanet | masia        |         | 41° 03′ 24″ N, 0° 38′ 59″ E / 41.0565394507662°N,0.649658711999294°E |           |                     | Modifica les dades a Wikidata |
|        | Sénia de Sanxo                 | Benissanet | masia        |         | 41° 04′ 03″ N, 0° 38′ 52″ E / 41.067523582019°N,0.64767265951728°E   |           |                     | Modifica les dades a Wikidata |
|        | Sénia de Segarró               | Benissanet | masia        |         | 41° 03′ 19″ N, 0° 38′ 52″ E / 41.0552405367739°N,0.647801139990377°E |           |                     | Modifica les dades a Wikidata |
|        | Sénia de Sort                  | Benissanet | masia        |         | 41° 03′ 17″ N, 0° 37′ 10″ E / 41.0547856432051°N,0.619521916397322°E |           |                     | Modifica les dades a Wikidata |
|        | Sénia de Tobeo                 | Benissanet | masia        |         | 41° 03′ 54″ N, 0° 38′ 52″ E / 41.0650596231603°N,0.647867620259355°E |           |                     | Modifica les dades a Wikidata |
|        | Sénia de Tudelano              | Benissanet | masia        |         | 41° 03′ 14″ N, 0° 38′ 54″ E / 41.0538177046385°N,0.648256403823809°E |           |                     | Modifica les dades a Wikidata |
|        | Sénia de l'Anton               | Benissanet | masia        |         | 41° 03′ 17″ N, 0° 38′ 48″ E / 41.054738490953°N,0.646593451895269°E  |           |                     | Modifica les dades a Wikidata |
|        | Sénia de la Barca              | Benissanet | masia        |         | 41° 03′ 08″ N, 0° 38′ 15″ E / 41.0522442537443°N,0.637389744708658°E |           |                     | Modifica les dades a Wikidata |
|        | Sénia de la Canda              | Benissanet | masia        |         | 41° 03′ 30″ N, 0° 39′ 04″ E / 41.0582699074766°N,0.651036918659867°E |           |                     | Modifica les dades a Wikidata |
|        | Sénia de la Galla              | Benissanet | masia        |         | 41° 04′ 07″ N, 0° 38′ 36″ E / 41.0686302060049°N,0.643205895490498°E |           |                     | Modifica les dades a Wikidata |
|        | Sénia de la Juliana            | Benissanet | masia        |         | 41° 03′ 22″ N, 0° 38′ 58″ E / 41.0559751073997°N,0.649369434394741°E |           |                     | Modifica les dades a Wikidata |
|        | Sénia de la Púnia              | Benissanet | masia        |         | 41° 03′ 20″ N, 0° 38′ 58″ E / 41.0554270441534°N,0.649436550763198°E |           |                     | Modifica les dades a Wikidata |
|        | Sénia de la Senieta            | Benissanet | masia        |         | 41° 03′ 16″ N, 0° 38′ 46″ E / 41.0544760281692°N,0.646091162530699°E |           |                     | Modifica les dades a Wikidata |
|        | Sénia del Metge                | Benissanet | masia        |         | 41° 05′ 41″ N, 0° 38′ 48″ E / 41.0946887971386°N,0.646786679807549°E |           |                     | Modifica les dades a Wikidata |
|        | Sénia del Perelló              | Benissanet | masia        |         | 41° 03′ 27″ N, 0° 38′ 54″ E / 41.0573692617908°N,0.648391628947646°E |           |                     | Modifica les dades a Wikidata |
|        | Sénia del Picapedrer           | Benissanet | masia        |         | 41° 04′ 00″ N, 0° 38′ 43″ E / 41.0667785350028°N,0.645152407905212°E |           |                     | Modifica les dades a Wikidata |
|        | Sénia del Tonet                | Benissanet | masia        |         | 41° 04′ 08″ N, 0° 38′ 15″ E / 41.0688732693339°N,0.637484544323358°E |           |                     | Modifica les dades a Wikidata |

## serra
| imatge | Nom                          | Ubicat a                             | instància de | Detalls | coordenades                                                 | Protecció | Commons (més fotos) | Dades a WD                    |
| ------ | ---------------------------- | ------------------------------------ | ------------ | ------- | ----------------------------------------------------------- | --------- | ------------------- | ----------------------------- |
|        | serra de Cavalls             | Benissanet Gandesa el Pinell de Brai | serra        |         | 41° 03′ 19″ N, 0° 29′ 47″ E / 41.05515833°N,0.49633056°E    |           | Serra de Cavalls    | Modifica les dades a Wikidata |
|        | serra de la Vall de la Torre | Benissanet Corbera d'Ebre            | serra        |         | 41° 04′ 48″ N, 0° 31′ 19″ E / 41.08°N,0.522039°E 450.8 msnm |           |                     | Modifica les dades a Wikidata |

## torre de defensa
| imatge | Nom               | Ubicat a   | instància de     | Detalls      | coordenades | Protecció                                            | Commons (més fotos) | Dades a WD                    |
| ------ | ----------------- | ---------- | ---------------- | ------------ | --- | ---------------------------------------------------- | ------------------- | ----------------------------- |
|        | torre d'Almucatén | Benissanet | torre de defensa | 13rd century | 41° 04′ 30″ N, 0° 31′ 29″ E / 41.074982°N,0.524646°E ca:desconeguda, possible Torre de Cervelló                      | bé d'interès cultural bé cultural d'interès nacional |                     | Modifica les dades a Wikidata |
|        | torre de Cervelló | Benissanet | torre de defensa |              | 41° 04′ 30″ N, 0° 31′ 29″ E / 41.075001°N,0.524671°E ca:Vessant oriental de la serra de la Vall de la Torre 307 msnm | bé d'interès cultural bé cultural d'interès nacional | Torre de Cervelló   | Modifica les dades a Wikidata |

## vèrtex geodèsic
| imatge | Nom        | Ubicat a   | instància de    | Detalls                                  | coordenades                                                                                                 | Protecció | Commons (més fotos) | Dades a WD                    |
| ------ | ---------- | ---------- | --------------- | ---------------------------------------- | --- | --------- | ------------------- | ----------------------------- |
|        | Benissanet | Benissanet | vèrtex geodèsic |                                          | 41° 03′ 33″ N, 0° 38′ 05″ E / 41.059067°N,0.634788°E Escola Antoni Nat - ZER Benissanet-Miravet 43.548 msnm |           |                     | Modifica les dades a Wikidata |
|        | Cavalls    | Benissanet | vèrtex geodèsic | Alt: 1.2m Anomenat per: serra de Cavalls | 41° 03′ 32″ N, 0° 30′ 03″ E / 41.058836°N,0.500924°E Punta Redona 659.135 msnm                              |           |                     | Modifica les dades a Wikidata |

## Misc
| imatge | Nom                             | Ubicat a                                    | instància de                                   | Detalls                                                  | coordenades | Protecció                                  | Commons (més fotos)                | Dades a WD                    |
| ------ | ------------------------------- | ------------------------------------------- | ---------------------------------------------- | -------------------------------------------------------- | --- | ------------------------------------------ | ---------------------------------- | ----------------------------- |
|        | Ajuntament de Benissanet        | Benissanet                                  | casa consistorial                              | Estil: arquitectura popular                              | 41° 03′ 24″ N, 0° 38′ 06″ E / 41.05676°N,0.6351°E                                                                 | bé integrant del patrimoni cultural català | Ajuntament i rectoria (Benissanet) | Modifica les dades a Wikidata |
|        | Benissanet                      | Benissanet                                  | entitat singular de població capital municipal | 1192 hab                                                 | 41° 03′ 33″ N, 0° 37′ 59″ E / 41.0592584°N,0.63300279°E 27 msnm                                                   |                                            |                                    | Modifica les dades a Wikidata |
|        | Cal Federico                    | Benissanet                                  | casa                                           | Estil: arquitectura popular 19th century                 | 41° 03′ 23″ N, 0° 38′ 04″ E / 41.056352°N,0.634517°E ca:C. de l'Ebre, 1 25 msnm                                   | bé integrant del patrimoni cultural català | Cal Federico                       | Modifica les dades a Wikidata |
|        | Ebre                            | Cantàbria País Basc Navarra Aragó Catalunya | riu                                            | Desemboca: mar Mediterrània Llarg: 910km Conca: 86800km² | 43° 02′ 15″ N, 4° 22′ 12″ O / 43.0375°N,4.37°O 40° 43′ 43″ N, 0° 52′ 09″ E / 40.728527°N,0.869293°E               |                                            | Ebro River                         | Modifica les dades a Wikidata |
|        | Font Gran                       | Benissanet                                  | font                                           | Estil: arquitectura popular 20th century                 | 41° 03′ 25″ N, 0° 38′ 01″ E / 41.056902°N,0.633664°E ca:Pl. de la Font Gran 25 msnm                               | bé integrant del patrimoni cultural català | Font Gran (Benissanet)             | Modifica les dades a Wikidata |
|        | Muralles carlines de Benissanet | Benissanet                                  | muralla urbana                                 | Estil: arquitectura popular 19th century                 | 41° 03′ 25″ N, 0° 38′ 17″ E / 41.056816°N,0.638125°E ca:Paratge del Camp de la Vila, camí de les Mitjanes 21 msnm | bé integrant del patrimoni cultural català | Muralles carlines de Benissanet    | Modifica les dades a Wikidata |
|        | Plaça Catalunya                 | Benissanet                                  | plaça                                          | Estil: arquitectura popular 20th century                 | 41° 03′ 24″ N, 0° 38′ 05″ E / 41.05666°N,0.63463°E ca:Al centre del nucli urbà 26 msnm                            | bé integrant del patrimoni cultural català | Plaça de Catalunya de Benissanet   | Modifica les dades a Wikidata |
|        | Roca del Pebre                  | Corbera d'Ebre Benissanet                   | muntanya                                       |                                                          | 41° 04′ 10″ N, 0° 30′ 44″ E / 41.06956667°N,0.51233889°E 450.8 msnm                                               |                                            |                                    | Modifica les dades a Wikidata |
|        | Sénia del Mas Taniet            | Benissanet                                  | sínia                                          | Estil: arquitectura popular 19th century                 | 41° 03′ 49″ N, 0° 38′ 47″ E / 41.063687°N,0.646321°E ca:Paratge dels Cotxos, camí vell de Móra 26 msnm            | bé integrant del patrimoni cultural català | Sénia del Mas Taniet               | Modifica les dades a Wikidata |
|        | Via Crucis de Benissanet        | Benissanet                                  | Via Crucis                                     | Estil: arquitectura popular 19th century                 | 41° 03′ 34″ N, 0° 37′ 59″ E / 41.05937°N,0.63316°E ca:C. del Calvari, 2, 8, 54, travessia del Calvari, 1 27 msnm  | bé integrant del patrimoni cultural català | Via Crucis (Benissanet)            | Modifica les dades a Wikidata |
|        | cementiri de Benissanet         | Benissanet                                  | cementiri                                      |                                                          | 41° 03′ 46″ N, 0° 37′ 56″ E / 41.0626501194269°N,0.632257068318073°E                                              |                                            |                                    | Modifica les dades a Wikidata |
|        | illa de Benissanet              | Benissanet                                  | zona humida                                    | Superfície: 13.19ha                                      | 41° 03′ 05″ N, 0° 38′ 07″ E / 41.051344°N,0.635232°E 22 msnm                                                      |                                            | Illa de Benissanet                 | Modifica les dades a Wikidata |
|        | la Fàbrica                      | Benissanet                                  | edifici                                        | Estil: arquitectura popular 20th century                 | 41° 03′ 39″ N, 0° 38′ 03″ E / 41.060913°N,0.63427°E ca:Al peu de la carretera T-324 29 msnm                       | bé integrant del patrimoni cultural català | La Fàbrica (Benissanet)            | Modifica les dades a Wikidata |
|        | refugi antiaeri de la Font Gran | Benissanet                                  | refugi antiaeri                                | Estil: arquitectura popular 1938                         | 41° 03′ 25″ N, 0° 38′ 01″ E / 41.056857°N,0.633678°E ca:Plaça de la Font Gran 25 msnm                             | bé integrant del patrimoni cultural català | Refugi antiaeri de la Font Gran    | Modifica les dades a Wikidata |